# Rathaus (Jáchymov)

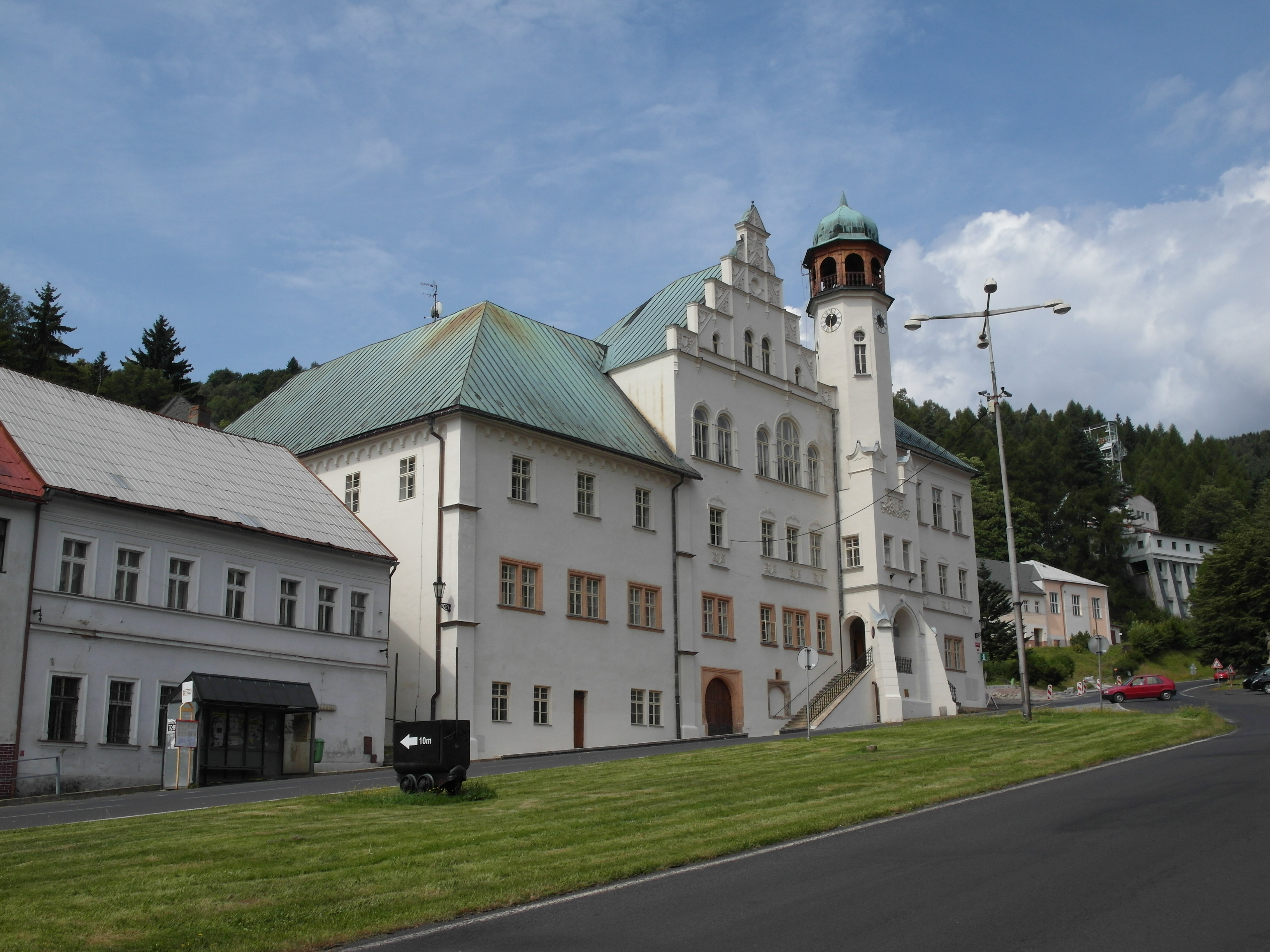
Gegenwärtiger Bau von 1782–1784, Ansicht von Osten

Das Rathaus in Jáchymov (deutsch Sankt Joachimsthal) ist Sitz der Stadtverwaltung in Jáchymov. Das gegenwärtige Gebäude ist der vierte als Rathaus genutzte Bau in der Geschichte der alten Bergstadt.

## Geschichte

### Erstes Rathaus der Stadt
Im Bergquartal Luciae vom 1. Oktober 1520 bis 1. Januar 1521 wurde im historischen Siedlungskern, am sogenannten Brotmarkt (heute Slovany) westlich der später errichteten St.-Annen-Kapelle ein Haus gekauft (Lage ⊙), dass fortan dem Rat der Stadt diente.
Das Haus war ein zweigeschossiger Bau mit massivem, aus Bruchsteinen gemauertem Erdgeschoss. Das Obergeschoss samt den anschließenden Giebeln war in Fachwerkbauweise ausgebildet, gedeckt war es mit einem Krüppelwalmdach. Die Verspannung der Füllflächen innerhalb der Fachwerkkonstruktion erfolgte mittels Gabeln. Unterhalb der Fenster im Giebel des Wohndachbodens befand sich zwischen den Traversen eine zusätzliche Verstrebung in Form einer niedrigen Reihe von Andreaskreuzen. Im Erdgeschoss befand sich eine große Halle mit reich profilierter Holzdecke, die später durch eine Trennwand geteilt wurde. Unter der Halle befand sich ein hoher Gewölbekeller.
Bereits ein Jahrzehnt später war es für die Bedürfnisse der sich schnell entwickelnden Bergstadt nicht mehr ausreichend, und die Verwaltung zog 1531 aus. Folgend diente ein Teil des Gebäudes unter anderem als Wohnung für den zwischen 1530 und 1540 in Joachimsthal wirkenden Stadtarzt Johann Neff. Im Jahr 1544 wurde es umgebaut und diente fortan als Wohnhaus.
Das alte Rathaus wurde 1946 zusammen mit benachbarten Gebäuden abgerissen.

### Nachfolgebauten an neuem Standort

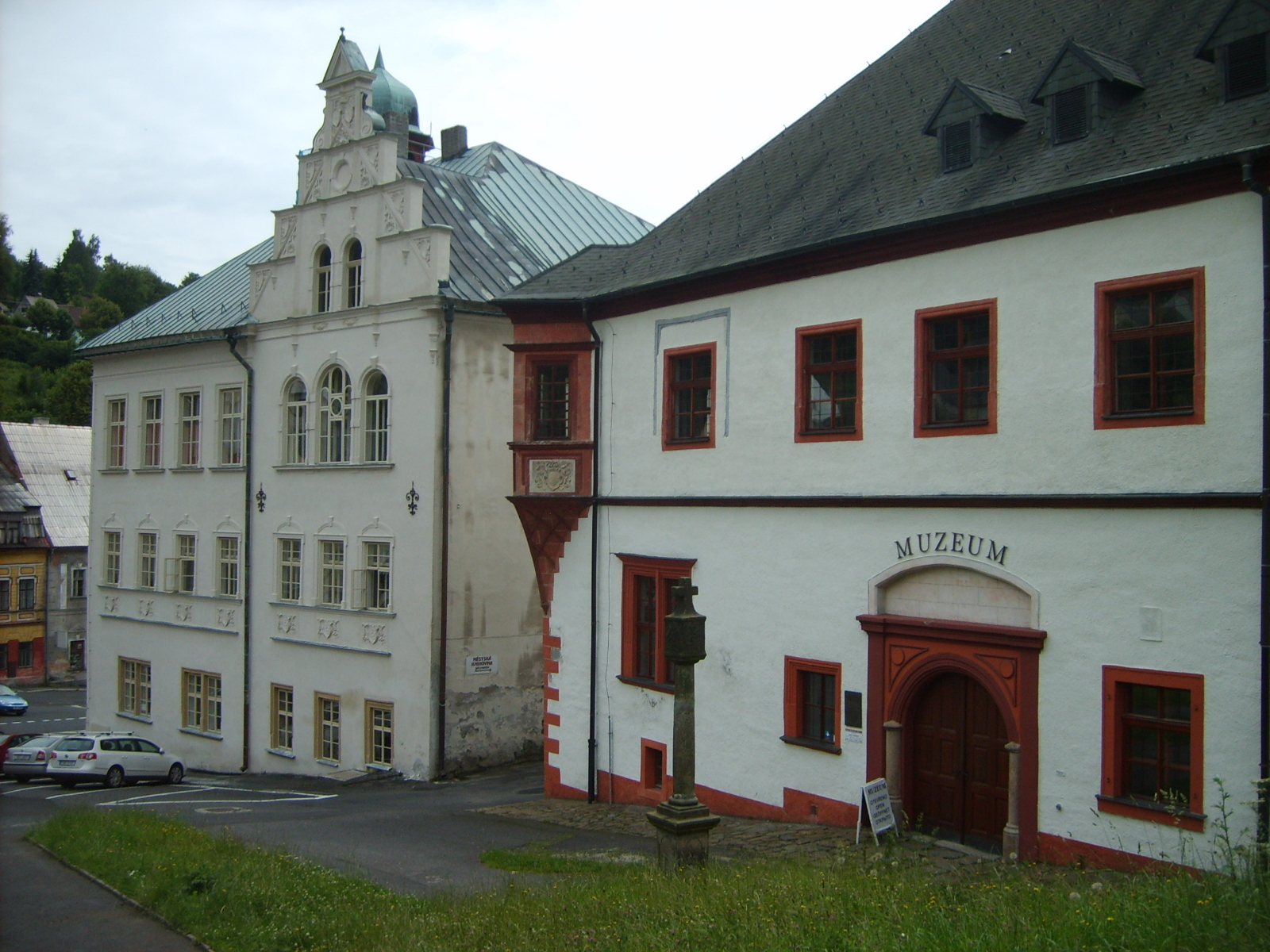
Ansicht von Nordwesten. Rechts die ehemalige Münzstätte von 1534, heute Museum.

Rathaus vor dem Umbau von 1902, rechts das Bergamt

Für die Bedürfnisse der sich schnell entwickelnden reichen Bergstadt war der alte Rathausbau nicht mehr ausreichend. Am Montag nach Kreuzerhöhung 1531 erwarb die Stadtverwaltung für 2000 Gulden vom Grafen Hieronymus Schlick dessen „behausung mit zugehörigem raume, oben im Thaal gelegen, […]“ zur Einrichtung eines neuen Rathauses und richtete im sogenannten Schlik-Palast ihren neuen Verwaltungssitz ein.
Am 16. Juni 1538 brach in diesem Teil der Stadt ein Feuer aus, bei dem Rathaus, Münzstätte sowie 15 weitere Gebäude ausbrannten. Der Rathausneubau begann erst zwei Jahre später, da zuvor noch Unstimmigkeiten zwischen Stadt- und Bergverwaltung zu klären waren. Fertiggestellt wurde er 1543, spätestens im 1. Halbjahr 1544 waren alle städtischen Ämter eingezogen. Im Jahr 1782 brannte das Gebäude erneut nieder. Mit dem Wiederaufbau wurden die Baumeister Philipp Heger aus Prag und Anton Bernt aus Kaaden beauftragt, der 1784 im Wesentlichen fertiggestellt war.
Der nach dem Brand nur mit verminderter Höhe und Notdach wieder aufgebaute Turm wurde erst 1871 wieder mit ursprünglicher Höhe aufgemauert. Beim verheerenden Stadtbrand am 31. März 1873 wurde das Gebäude wiederum durch Feuer vernichtet und später wiederaufgebaut.
Eine bis dato letzte umfangreiche bauliche Veränderung erfuhr das Gebäude im Jahr 1902, als der Haupttrakt nach Plänen des örtlichen Baumeisters Anton Hammerschmidt um ein Geschoss mit Ziergiebel auf zwei Seiten aufgestockt und gleichzeitig der Turm durch den Aufsatz einer hölzernen Galerie erhöht wurde.
Am 3. Mai 1958 wurden das Rathaus (tschechisch Radnice) in das Staatliche Verzeichnis der Kulturdenkmäler eingetragen. Vom Vorgängerbau von 1543 ist das Hauptportal samt den beidseitigen Treppenaufgängen bis in die Gegenwart erhalten.
Im Jahr 1992 wurde der historische Kern Jáchymovs, zu der auch das Rathaus zählt, zur städtischen Denkmalschutzzone erklärt, welche ein ausgewählter Bestandteil der „Montanen Kulturlandschaft Jáchymov“ für die vorgesehene Kandidatur zum UNESCO-Welterbe Montanregion Erzgebirge ist.